# اورسولا راتاسپ
اورسولا راتاسپ (استونیایی: Ursula Ratasepp؛ زادهٔ ۱۷ ژوئن ۱۹۸۲) بازیگر زن اهل استونی است.
از فیلم‌ها یا برنامه‌های تلویزیونی که وی در آن نقش داشته‌است می‌توان به شمشیرباز اشاره کرد.